# Myristica lowiana
Myristica lowiana là một loài thực vật thuộc họ Myristicaceae. Loài này có ở Indonesia, Malaysia, và Singapore.